# Західно-Казахстанський край
Західно-Казахстанський край — край в західній частині Казахстану. Існував з 3 травня 1962 по 1 грудня 1964 року. Адміністративний центр — місто Актюбінськ. Загальна площа — 729,6 тис. км², населення — 1,2 млн.. 

## Історія
Створений 3 травня 1962 року. До складу краю входили Актюбінська, Гур'євська та Уральська області. Указом Президії Верховної ради Казахської РСР 1 грудня 1964 року Західно-Казахстанський край було ліквідовано.

## Керівництво краю

### 1-і секретарі Західно-Казахстанського крайового комітету КП Казахстану
- 1962—1963 — Коломієць Федір Степанович
- 1963—1964 — Журін Микола Іванович

### Голови виконавчого комітету Західно-Казахстанської крайової ради
- 1962—1963 — Аристанбеков Хайдар Аристанбекович
- 1963—1964 — Шаяхметов Рахімжан Омарович